# 国際連合安全保障理事会決議339
国際連合安全保障理事会決議339（こくさいれんごうあんぜんほしょうりじかいけつぎ339、英: United Nations Security Council Resolution 339）は、1973年10月23日に国際連合安全保障理事会で採択された決議である。第四次中東戦争に関係する。
安保理決議338が採択された際には失敗したが、この決議で改めて停戦を求めた。
安保理決議338（これ自体は安保理決議242に基づく）により規定された条件が再確認され、エジプトとイスラエルの両軍に対して安保理決議338による停戦が発効した時の地点に戻るように求め、クルト・ヴァルトハイム国際連合事務総長に対して停戦監視員の配置に向けた方策をとるように求めた。
この決議は、賛成14で採択されたが、中華人民共和国は投票に参加しなかった。